# Shrapnel
Pour l’article ayant un titre homophone, voir Sharpnel.
Pour les articles homonymes, voir Shrapnel (homonymie).
 (mai 2019).
Si vous disposez d'ouvrages ou d'articles de référence ou si vous connaissez des sites web de qualité traitant du thème abordé ici, merci de compléter l'article en donnant les références utiles à sa vérifiabilité et en les liant à la section « Notes et références ».

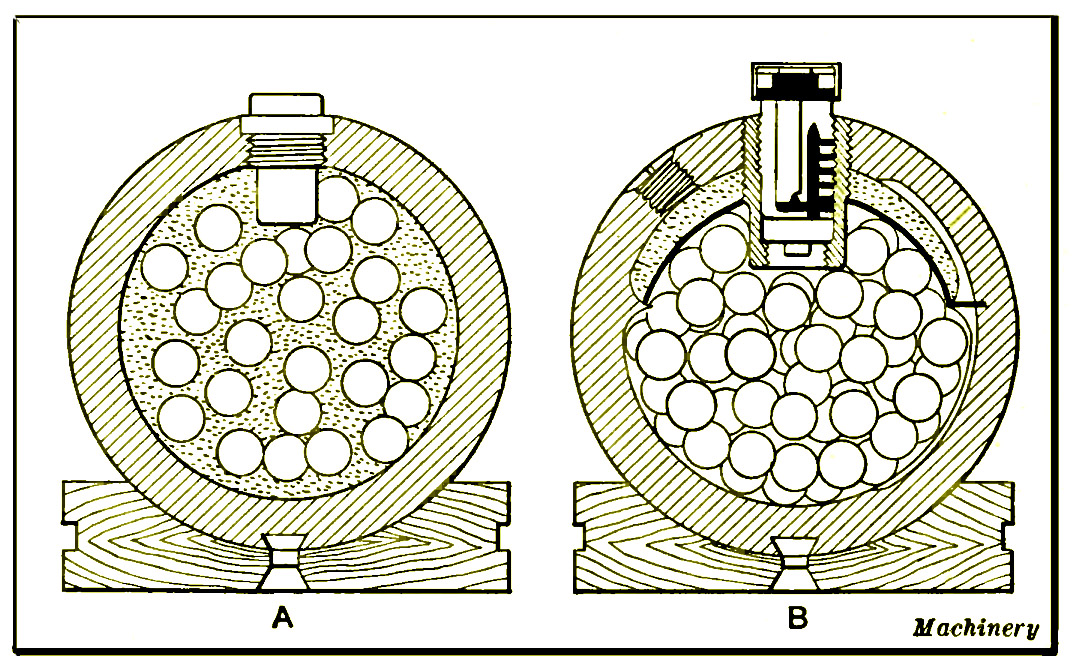
Premier engin explosif à balles de plomb inventé par le lieutenant Henry Shrapnel (A) et sa première version améliorée par le capitaine E M Boxer (B).

Animation présentant le fonctionnement d'un "obus à diaphragme", développé en 1871, par l'artilleur russe V. N. Shklarevich, avec une chambre inférieure et un tube central, pour les canons rayés nouvellement apparus. Dans ce cas, l'obus se déplace à grande vitesse et son explosion ne fait que libérer les balles qu'il contient avant de toucher le sol.

Shrapnel, du nom de son inventeur Henry Shrapnel, est le nom désignant l'« obus à balles ». Le terme « shrapnel » a souvent été utilisé, de manière extensive, pour désigner des petits fragments projetés par une explosion, quelle que soit leur origine.

## Étymologie
Shrapnel désigne la menue monnaie et est l'équivalent de « mitraille » dans ce sens.
On rencontre parfois le mot schrapnell qui est l'adaptation avec l'écriture allemande et n'a pas lieu d'être employé en français. La forme « shrapnell » est totalement fautive et désignée comme telle par les dictionnaires qui la citent. En français, ce projectile fut d'abord connu sous le nom d'« obus à la Shrapnel » abrégé plus tard dans la langue courante en shrapnel. Adopté par l'armée française, il reçut l'appellation réglementaire d'« obus à balles ». Le terme parfois utilisé d'« obus à shrapnels » est un barbarisme. En effet, cet obus ne contient pas des shrapnels ; il est un shrapnel.

## Histoire

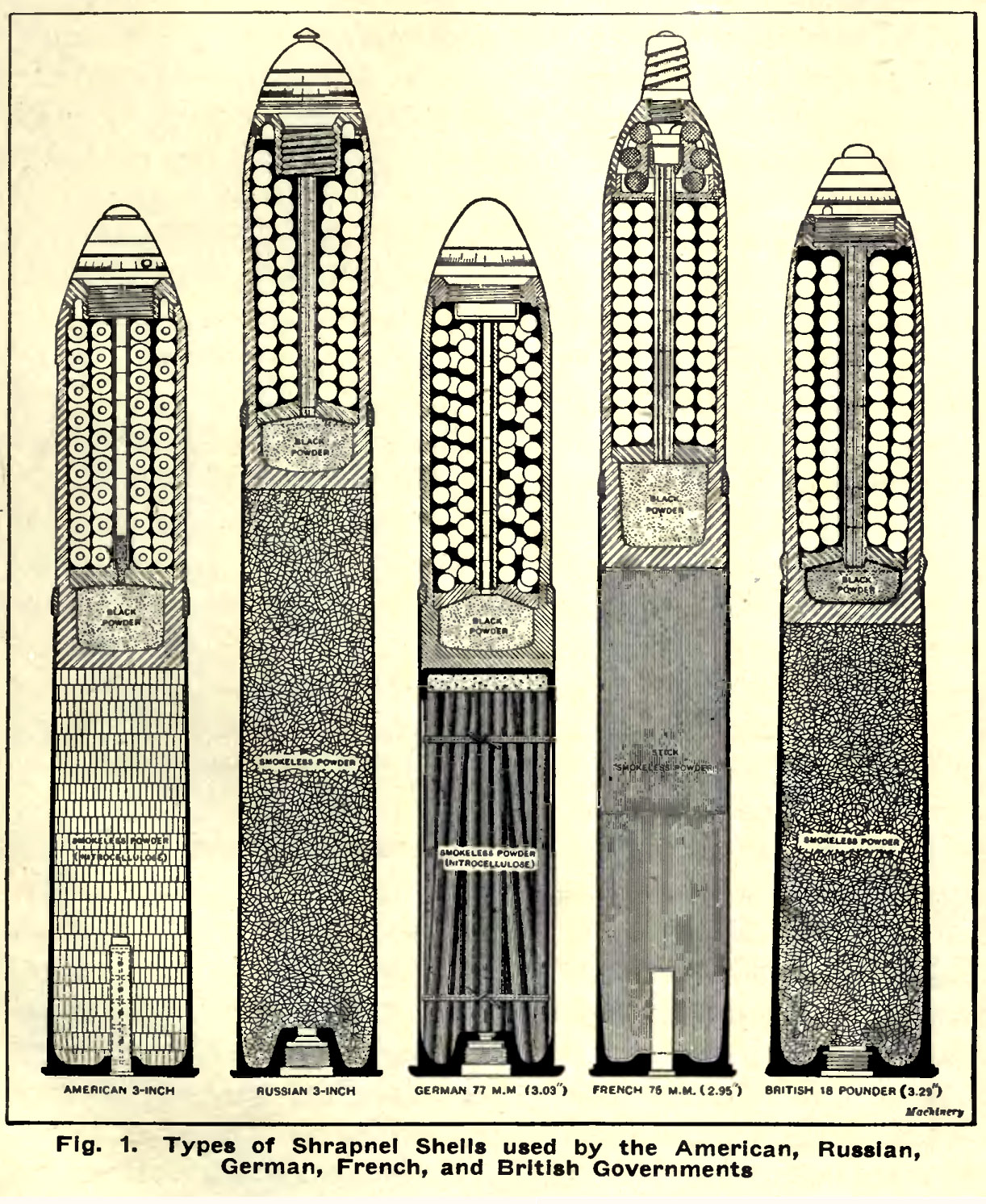
Types d'obus shrapnel et assemblages douille-obus existant en 1915. Ici, les grosses billes de plomb sont noyées dans un explosif interne à l'obus, et projetées avec force, avec un nombre plus ou moins importants de fragments de l'obus ; l'énergie cinétique donnée aux billes de plomb par l'explosion interne s'ajoute à celle de l'obus lui-même, acquise dans le fût du canon par l'explosion du contenu de la douille.

En 1784, le lieutenant Henry Shrapnel (1761-1842) du Corps royal d'artillerie britannique (Royal Artillery) entreprit la mise au point d'une arme anti-personnel. À cette époque, l'artillerie employait des boîtes à mitraille pour se défendre contre les attaques de l'infanterie ou de la cavalerie. Au lieu d'un boulet, on chargeait le canon avec un étui métallique empli de billes de fer ou de plomb. Lors du tir, l'étui se déchirait à l'intérieur du canon, produisant un effet semblable à un énorme fusil chargé de chevrotine. La boîte à mitraille avait encore un effet mortel à 300 mètres, bien qu'à cette distance la densité des projectiles ait baissé au point de rendre un impact sur une cible humaine peu probable. Pour des portées plus importantes, on employait le boulet plein ou bien l'obus ordinaire. Ce dernier, une sphère creuse en fonte remplie de poudre noire, avait plus un effet de souffle que de fragmentation car les morceaux de métal étaient peu nombreux et de grandes dimensions.
L'innovation de Shrapnel consista à combiner l'effet multiprojectile de la mitraille avec l'effet retard du fusant pour porter à distance l'effet de la boîte à mitraille. Son obus était constitué d'une boule creuse en fonte remplie d'un mélange de billes et de poudre complété par une fusée-détonateur rudimentaire. Si la fusée était correctement réglée, l'obus s'explosait, soit devant soit au-dessus de la cible, et libérait son contenu de balles de fusil qui poursuivaient leur course avec la vitesse résiduelle de l'obus. La charge explosive de l'obus était juste suffisante pour le fracturer mais pas pour disperser les projectiles dans toutes les directions. Sous cette forme, son invention accroissait la portée efficace de la boîte à mitraille de 300  à   1 100 mètres. Il nomma son engin « boîte à mitraille sphérique », spherical case shot, mais on finit par l'appeler d'après son patronyme, ce qui fut entériné en 1852 par le gouvernement britannique.

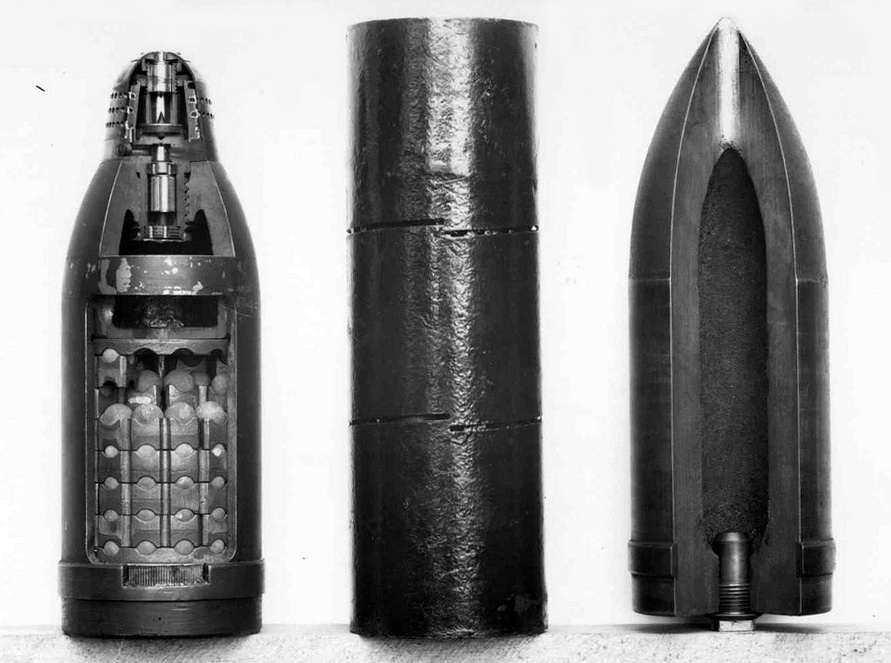
Modèle d'obus shrapnel, comparé à deux autres types d'obus : en tube à fragmentation, et creux, classique. Ces objets étaient destinés à la formation des militaires et médecins militaires (Archives médicales militaires des États-Unis).

Les premiers modèles présentaient un défaut catastrophique. Lors de la très forte accélération, au départ du coup, le frottement entre la mitraille et la poudre noire provoquait parfois l'explosion prématurée de la poudre. Le problème fut résolu en plaçant la poudre dans un tube métallique central ou bien dans un logement séparé à l'intérieur de l'obus. Pour éviter que la grenaille en plomb ne se déforme, on l'inclut dans de la résine, dont la combustion eut pour effet positif d'indiquer le lieu d'éclatement de l'obus.
L'artillerie britannique attendit 1803 pour adopter l'invention, mais le fit alors avec enthousiasme. Shrapnel fut promu au grade de commandant, « major », l'année même. Le duc de Wellington employa le shrapnel contre Napoléon de 1808 jusqu'à Waterloo et laissa des écrits admiratifs sur son efficacité. La conception fut améliorée par le capitaine E. M. Boxer du Corps royal d'artillerie et évolua lors de l'apparition des canons à âme rayée.

### Modifications ultérieures
En prenant une forme cylindrique, l'obus fut légèrement modifié. Il reçut à la pointe une fusée-détonateur chronométrique, une canalisation de mise à feu centrale autour de laquelle étaient disposées les billes noyées dans la résine et, à l'arrière, un logement contenant de la poudre noire fermé par un opercule serti sur le tube. Pendant la course de l'obus, au bout d'un laps de temps prédéterminé, la fusée mettait feu à la charge de poudre qui était juste suffisante pour rompre les attaches ou les goupilles qui la fixaient et expulser la mitraille. La majeure partie de la vitesse des billes provenait de la vitesse résiduelle de l'obus. Une fois libérées, les billes du shrapnel formaient une grêle de balles rondes suivant la trajectoire du tir et frappaient le sol selon une zone ovale. Bien que très efficace contre des troupes à découvert, cette mitraille était sans effet contre du personnel à l'abri, dans des tranchées par exemple.

### Première Guerre mondiale

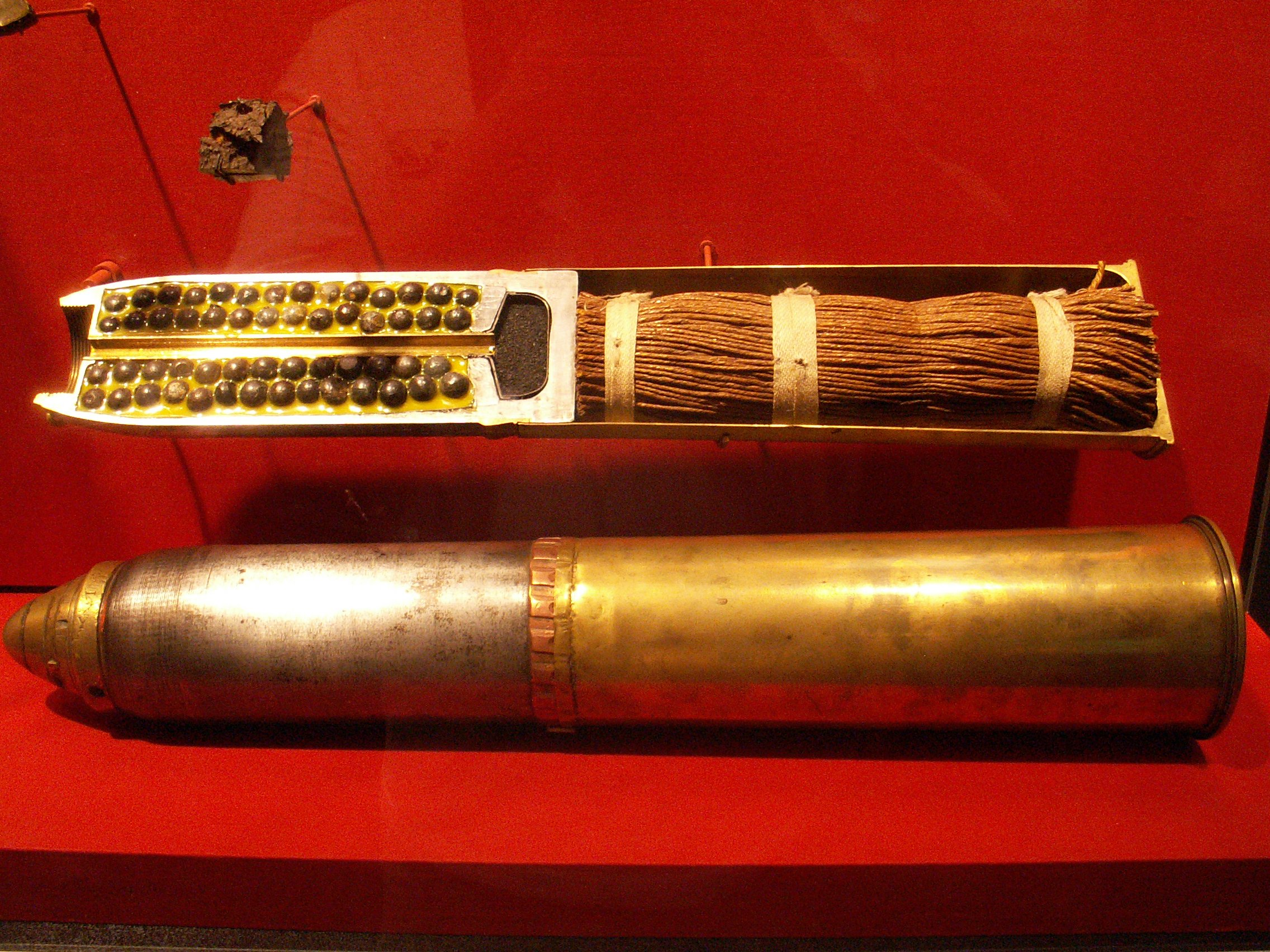
Obus encartouché à balles de la Première Guerre mondiale. En haut, vue de l'obus coupé en deux parties, à droite, la cartouche en laiton contenant la charge propulsive de type cordite. Même vue, à gauche, l'obus lui-même contenant sa charge de balles immobilisées par de la résine. Au centre, la charge explosive, déclenchée par la fusée à temps située à l'extrême gauche, non montée sur l'obus. Vue du bas : l'obus prêt à être utilisé.

Au début de la Première Guerre mondiale, l'obus à balle fut employé à grande échelle par tous les belligérants pour frapper les troupes avançant en masse et à découvert. Les batteries de 75 mm en 1914 emportaient environ la moitié de leurs munitions sous forme d'obus à balles à charge arrière. Leurs fusées réglables, grâce au debouchoir double, permettaient de régler l'éclatement à la distance et à la hauteur voulue. Puis il fut abandonné au profit de l'obus à haut pouvoir explosif en raison du passage à la guerre de tranchées. Le shrapnel était incapable de détruire les réseaux de fil de fer barbelé en avant des lignes, défoncer le sol ou bien venir à bout de troupes enterrées, toutes choses nécessaires avant de lancer une attaque. Avec la mise au point d'explosifs à fort pouvoir brisant suffisamment stables pour être chargés dans les obus, on constata qu'une enveloppe d'obus convenablement conçue se fragmentait si efficacement que l'ajout de mitraille n'était pas nécessaire. Par exemple, la détonation d'un obus de 105 mm ordinaire produit plusieurs centaines d'éclats à grande vélocité (1 000  à   1 500 m/s), une onde de surpression mortelle dans un court rayon et, en cas d'explosion au sol ou sous la terre, bouleverse le sol et détruit efficacement le matériel et tout cela avec une munition bien plus facile à fabriquer que les dernières versions du shrapnel.
Un modèle remarquable fut l'« obus universel », Universal Shell mis au point par l'allemand Krupp au début du vingtième siècle. Cet obus fonctionnait soit comme un obus à balles soit comme un obus brisant. Sa fusée était modifiée et la résine remplacée par du TNT pour enrober les billes. Si l'on activait la fusée-détonateur, elle fonctionnait normalement, projetant les billes et mettant feu au TNT qui brûlait sans exploser en émettant un panache de fumée noire bien visible. En mode impact, le TNT détonait, transformant l'obus en brisant produisant une grande quantité d'éclats à basse vélocité et un souffle modéré. Encore une fois, en raison de sa complexité, il fut abandonné pour l'obus brisant simple.

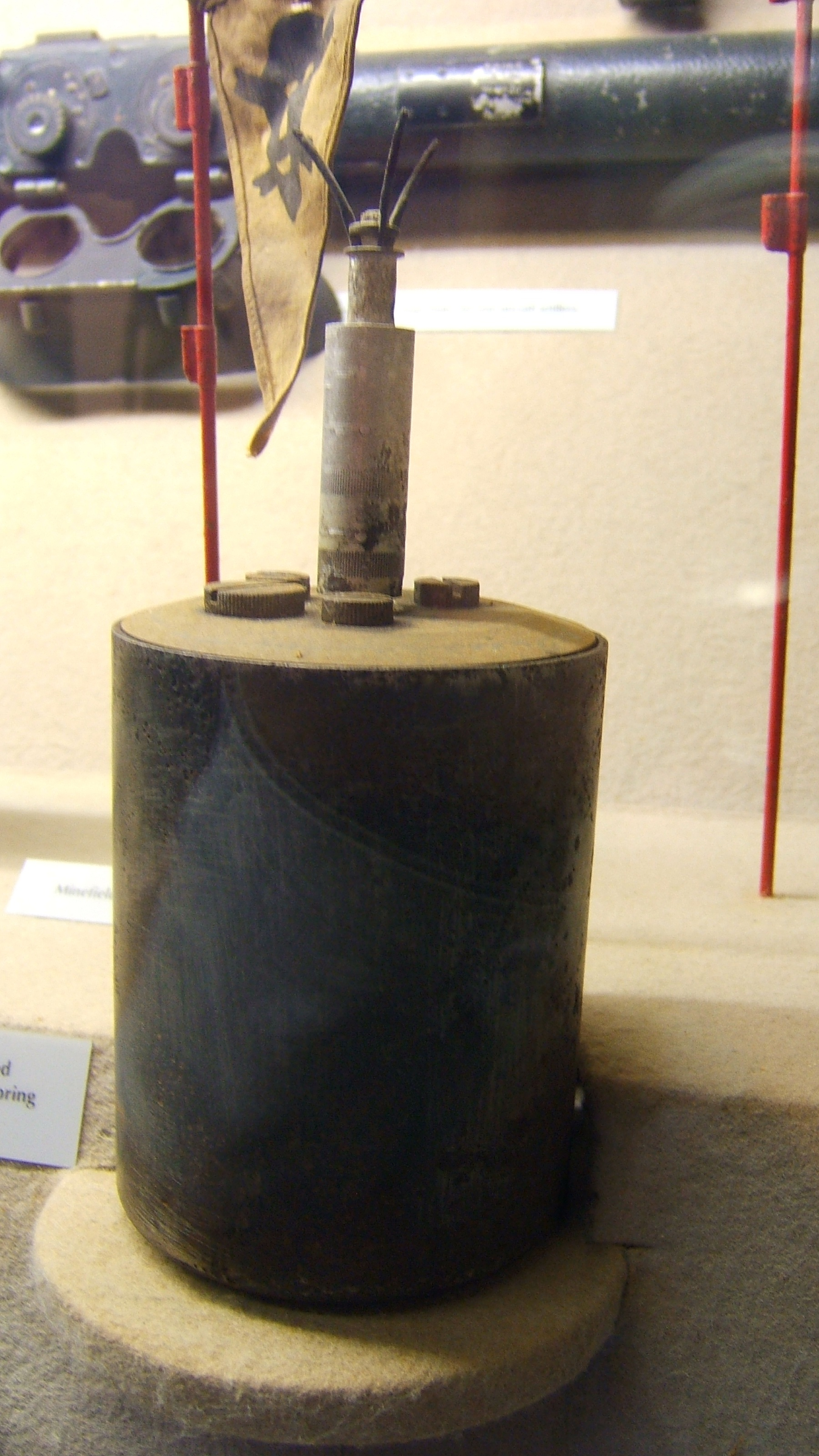
Mine Schrapnel, modèle allemand, pendant la Seconde Guerre mondiale.

### Seconde Guerre mondiale
La marine impériale japonaise mit au point une munition de DCA combinant le shrapnel et l'obus incendiaire sous le nom de Sanchiky.
L'utilisation perdura durant tout le conflit mais de manière moindre que lors de la Première Guerre mondiale.

### Guerre du Viêt Nam
Un projet américain des années 1960 a abouti à l'obus « ruche », beehive shell, qui n'est pas à proprement parler un obus à balles car il contient des fléchettes. Le résultat fut l'obus de 105 mm M546 APERS-T, employé pour la première fois au Viet Nam en 1966. 
L'obus comporte environ 8 000 fléchettes d'un demi-gramme groupées en cinq paquets, une fusée à temps, des détonateurs destinés à déchirer l'enveloppe, un tube central, une charge de propulsion sans fumée, un marqueur coloré contenu à l'arrière. Le fonctionnement de l'obus est le suivant. La fusée se déclenche, transmettant l'explosion par le tube et mettant à feu les détonateurs qui séparent l'avant de l'enveloppe en quatre morceaux. L'enveloppe et les quatre premiers paquets de fléchettes giclent sous l'action de la rotation du projectile, le dernier paquet et le marqueur visuel sous l'action de la charge propulsive. Les fléchettes se dispersent à partir du point d'explosion en un cône qui va toujours grandissant dans le prolongement de la trajectoire du projectile avant son explosion. Cet obus a une grande efficacité anti-personnel, en particulier sous le couvert forestier, mais est délicat à fabriquer. On dit que le nom de ruche provient du bruit que produisent les fléchettes, ressemblant au bourdonnement d'un essaim en furie.

### Temps modernes
Bien que d'un emploi assez rare, il existe toujours des munitions de divers calibres, fondées sur le principe du shrapnel, employant comme mitraille des fléchettes ou bien des corps en tungstène : billes, cylindres ou bâtonnets. Certains missiles anti-missile peuvent être équipés de têtes qui larguent à une distance prédéterminée une nuée de « sous-projectiles » sur la trajectoire du missile rentrant. Ce procédé ne demande pas une aussi grande précision de poursuite et de trajectoire d'approche qu'avec une tête explosive ordinaire. L'emploi de bâtonnets procure une meilleure pénétration dans les parois de l'adversaire et augmente les chances de l'avarier. La munition AHEAD fonctionne sur ce principe.

## Santé et pollution

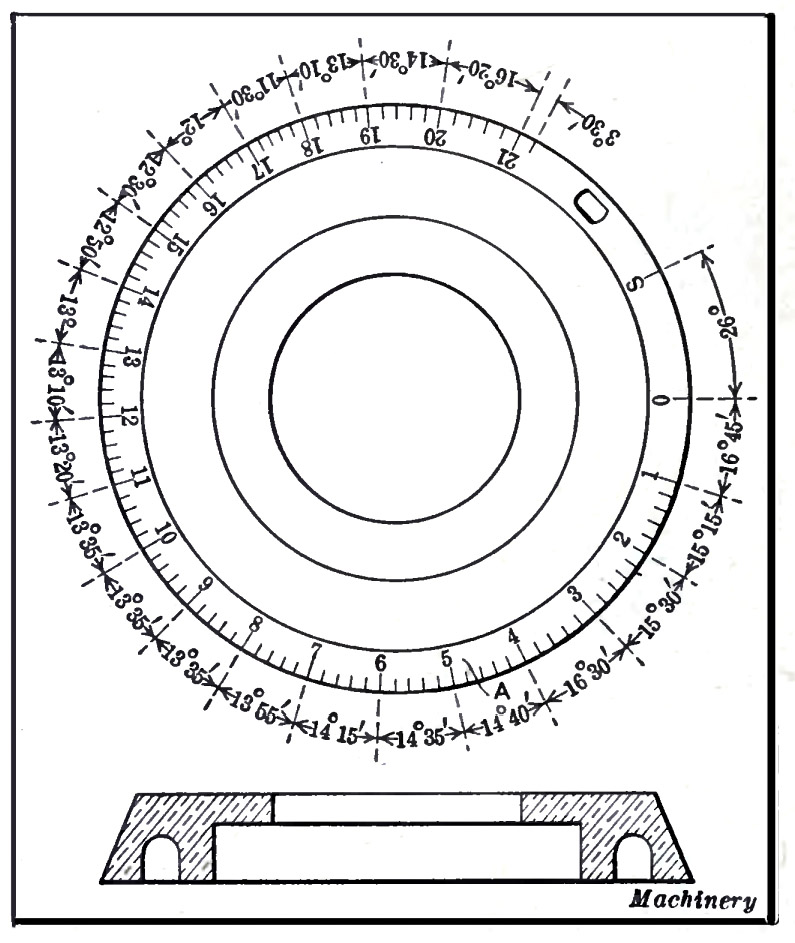
Diagramme, modèle américain, gravé sur l'anneau situé sur la tête de l'obus. Il permettait à l'artilleur de régler le délai avant explosion, une fois l'obus tiré en tenant compte de la distance, de l'angle de tir et de la perte de vélocité de l'obus avec la distance.

Outre les dégâts humains et matériels qu'il produisait en tant que munition, l'obus shrapnel a été une source importante et durable de pollution de l'air et du sol. 
- Le mercure : chaque assemblage douille + obus en contenait environ 2 grammes sous forme de 4 grammes de fulminate de mercure. Il était vaporisé dans l'air au moment du tir et au moment de l'explosion de l'obus, respectivement à partir du fulminate de mercure de l'amorce de la douille et de celle de l'obus. Il était donc principalement respiré par les artilleurs eux-mêmes et par ceux qui étaient situés sur le champ de bataille ou sous le vent dominant.
- Le plomb : une petite partie était volatilisée à l'impact à partir des billes de plomb qui avaient le plus d'énergie cinétique et qui entraient en collision avec un matériau dur, ou un peu de plomb pouvait être arraché par le frottement lorsque la balle traversait un matériau ou le sol, ou encore il pouvait être vaporisé dans l'air si les billes étaient exposées à de hautes températures (incendies fréquents).

Les balles de plomb sont encore présentes par millions dans les sols. Il y en avait environ 300 par obus qui entraînaient une pollution durable des sols par le plomb. Ces deux produits sont notamment neurotoxiques et non biodégradables ni dégradables à échelle humaine de temps. C'est un des aspects des séquelles de guerre qui restent à étudier rétrospectivement, ou à partir d'analyses des sols de champs de bataille.